# Villiers-le-Bâcle
Villiers-le-Bâcle é uma comuna francesa na região administrativa da Ilha-de-França, no departamento de Essonne. Estende-se por uma área de 6,03 km². Em 2010 a comuna tinha 1 240 habitantes (densidade: 205,6 hab./km²).